# HTML5 mikrodata
HTML5 mikrodata je HTML5 specifikace skupiny WHATWG, která zavádí sémantiku v rámci stávajícího obsahu webových stránek.

## Funkce
Mikrodata používají podpůrné slovníky pro popis položek a dvojice název–hodnota k přiřazení hodnoty a její vlastnosti. Pomáhají tak vyhledávačům a webovým prohlížečům lépe pochopit, jaké informace jsou obsaženy na webové stránce, a poskytnout lepší výsledky vyhledávání, v případě prohlížečů pak větší uživatelský komfort. Mikrodata doplní základní prvky HTML o značky, které jsou strojově čitelné, takže je mohou vyhledávače nebo webové prohlížeče extrahovat a zpracovat. Podobnou technologií jsou například komplexní RDFa nebo jednoduché mikroformáty.